# مقاطعة دالرناس
مقاطعة دالرناس هي إحدى مقاطعات السويد عاصمتها مدينة فالون وتنقسم إلى 15 بلديات.